# Kuwayamaea hunani
Kuwayamaea hunani är en insektsart som beskrevs av Andrej Vasiljevitj Gorochov och Kang 2002. Kuwayamaea hunani ingår i släktet Kuwayamaea och familjen vårtbitare. Inga underarter finns listade i Catalogue of Life.